# Dado Pršo
Miladin Pršo, detto Dado (Zara, 5 novembre 1974), è un ex calciatore croato, di ruolo attaccante.
È uno dei diciassette calciatori che hanno segnato una quaterna in una sola partita di UEFA Champions League.

## Carriera

### Inizi di carriera
Acquistato dal Monaco nel 1996, nel 1997 fu ceduto per due stagioni in prestito all'Ajaccio.
L'exploit di Pršo avvenne con la maglia del Monaco nel 2003-2004, stagione in cui la compagine allenata da Didier Deschamps raggiunse la finale di UEFA Champions League, persa contro il Porto per 3-0. In quella edizione del torneo Pršo realizzò 7 gol in 11 partite, di cui ben 4 in Monaco-Deportivo La Coruña (8-3). Quella sera riuscì ad eguagliare Marco van Basten e Simone Inzaghi; il record fu poi migliorato anni dopo da Lionel Messi e Luiz Adriano.

### Rangers
Dal 2004 al 2007 giocò nei Rangers, segnando 31 reti in 94 partite in campionato; 37 gol in 123 incontri è il computo totale con la maglia degli scozzesi.

### Ritiro
Il suo ritiro avvenne al termine della stagione 2006-2007, a soli 32 anni, quando era sotto contratto con i Rangers, a causa di un infortunio al ginocchio destro rimediato nel corso dell'old firm contro il Celtic.

### Nazionale
Ha preso parte con la nazionale croata al campionato d'Europa 2004 e al campionato del mondo 2006.

## Statistiche

### Cronologia presenze e reti in nazionale
| Cronologia completa delle presenze e delle reti in nazionale ― Croazia | Cronologia completa delle presenze e delle reti in nazionale ― Croazia | Cronologia completa delle presenze e delle reti in nazionale ― Croazia | Cronologia completa delle presenze e delle reti in nazionale ― Croazia | Cronologia completa delle presenze e delle reti in nazionale ― Croazia | Cronologia completa delle presenze e delle reti in nazionale ― Croazia | Cronologia completa delle presenze e delle reti in nazionale ― Croazia | Cronologia completa delle presenze e delle reti in nazionale ― Croazia |
| Data                                                                   | Città                                                                  | In casa                                                                | Risultato                                                              | Ospiti                                                                 | Competizione                                                           | Reti                                                                   | Note                                                                   |
| ---------------------------------------------------------------------- | ---------------------------------------------------------------------- | ---------------------------------------------------------------------- | ---------------------------------------------------------------------- | ---------------------------------------------------------------------- | ---------------------------------------------------------------------- | ---------------------------------------------------------------------- | ---------------------------------------------------------------------- |
| 29-3-2003                                                              | Zagabria                                                               | Croazia                                                                | 4 – 0                                                                  | Belgio                                                                 | Qual. Euro 2004                                                        | 1                                                                      | 71’                                                                    |
| 2-4-2003                                                               | Varaždin                                                               | Croazia                                                                | 2 – 0                                                                  | Andorra                                                                | Qual. Euro 2004                                                        | -                                                                      |                                                                        |
| 30-4-2003                                                              | Solna                                                                  | Svezia                                                                 | 1 – 2                                                                  | Croazia                                                                | Amichevole                                                             | -                                                                      | 46’                                                                    |
| 11-6-2003                                                              | Tallinn                                                                | Estonia                                                                | 0 – 1                                                                  | Croazia                                                                | Qual. Euro 2004                                                        | -                                                                      |                                                                        |
| 6-9-2003                                                               | Andorra la Vella                                                       | Andorra                                                                | 0 – 3                                                                  | Croazia                                                                | Qual. Euro 2004                                                        | -                                                                      | 55’                                                                    |
| 10-9-2003                                                              | Bruxelles                                                              | Belgio                                                                 | 2 – 1                                                                  | Croazia                                                                | Qual. Euro 2004                                                        | -                                                                      | 46’                                                                    |
| 11-10-2003                                                             | Zagabria                                                               | Croazia                                                                | 1 – 0                                                                  | Bulgaria                                                               | Qual. Euro 2004                                                        | -                                                                      |                                                                        |
| 15-11-2003                                                             | Zagabria                                                               | Croazia                                                                | 1 – 1                                                                  | Slovenia                                                               | Qual. Euro 2004                                                        | 1                                                                      | 86’                                                                    |
| 19-11-2003                                                             | Lubiana                                                                | Slovenia                                                               | 0 – 1                                                                  | Croazia                                                                | Qual. Euro 2004                                                        | 1                                                                      | 75’                                                                    |
| 18-2-2004                                                              | Spalato                                                                | Croazia                                                                | 1 – 2                                                                  | Germania                                                               | Amichevole                                                             | -                                                                      | 58’                                                                    |
| 31-3-2004                                                              | Zagabria                                                               | Croazia                                                                | 2 – 2                                                                  | Turchia                                                                | Amichevole                                                             | -                                                                      |                                                                        |
| 5-6-2004                                                               | Copenaghen                                                             | Danimarca                                                              | 1 – 2                                                                  | Croazia                                                                | Amichevole                                                             | -                                                                      | 46’                                                                    |
| 13-6-2004                                                              | Leiria                                                                 | Svizzera                                                               | 0 – 0                                                                  | Croazia                                                                | Euro 2004 - 1º turno                                                   | -                                                                      | 13’                                                                    |
| 17-6-2004                                                              | Leiria                                                                 | Croazia                                                                | 2 – 2                                                                  | Francia                                                                | Euro 2004 - 1º turno                                                   | 1                                                                      |                                                                        |
| 21-6-2004                                                              | Lisbona                                                                | Croazia                                                                | 2 – 4                                                                  | Inghilterra                                                            | Euro 2004 - 1º turno                                                   | -                                                                      |                                                                        |
| 4-9-2004                                                               | Reykjavík                                                              | Croazia                                                                | 3 – 0                                                                  | Ungheria                                                               | Qual. Mondiali 2006                                                    | 1                                                                      | 74’                                                                    |
| 8-9-2004                                                               | Göteborg                                                               | Svezia                                                                 | 0 – 1                                                                  | Croazia                                                                | Qual. Mondiali 2006                                                    | -                                                                      | 90+3’                                                                  |
| 9-10-2004                                                              | Zagabria                                                               | Croazia                                                                | 2 – 2                                                                  | Bulgaria                                                               | Qual. Mondiali 2006                                                    | -                                                                      |                                                                        |
| 26-3-2005                                                              | Zagabria                                                               | Croazia                                                                | 4 – 0                                                                  | Islanda                                                                | Qual. Mondiali 2006                                                    | 1                                                                      | 27’                                                                    |
| 30-3-2005                                                              | Zagabria                                                               | Croazia                                                                | 3 – 0                                                                  | Malta                                                                  | Qual. Mondiali 2006                                                    | 2                                                                      |                                                                        |
| 4-6-2005                                                               | Sofia                                                                  | Bulgaria                                                               | 1 – 3                                                                  | Croazia                                                                | Qual. Mondiali 2006                                                    | -                                                                      |                                                                        |
| 3-9-2005                                                               | Reykjavík                                                              | Islanda                                                                | 1 – 3                                                                  | Croazia                                                                | Qual. Mondiali 2006                                                    | -                                                                      | 83’                                                                    |
| 7-9-2005                                                               | Ta' Qali                                                               | Malta                                                                  | 1 – 1                                                                  | Croazia                                                                | Qual. Mondiali 2006                                                    | -                                                                      |                                                                        |
| 8-10-2005                                                              | Zagabria                                                               | Croazia                                                                | 1 – 0                                                                  | Svezia                                                                 | Qual. Mondiali 2006                                                    | -                                                                      | 89’                                                                    |
| 12-10-2005                                                             | Budapest                                                               | Ungheria                                                               | 0 – 0                                                                  | Croazia                                                                | Qual. Mondiali 2006                                                    | -                                                                      |                                                                        |
| 1-3-2006                                                               | Basilea                                                                | Croazia                                                                | 3 – 2                                                                  | Argentina                                                              | Amichevole                                                             | -                                                                      | 89’                                                                    |
| 23-5-2006                                                              | Vienna                                                                 | Austria                                                                | 1 – 4                                                                  | Croazia                                                                | Amichevole                                                             | -                                                                      | 57’                                                                    |
| 28-5-2006                                                              | Osijek                                                                 | Croazia                                                                | 2 – 2                                                                  | Iran                                                                   | Amichevole                                                             | 1                                                                      | 58’                                                                    |
| 7-6-2006                                                               | Ginevra                                                                | Croazia                                                                | 1 – 2                                                                  | Spagna                                                                 | Amichevole                                                             | -                                                                      | 75’                                                                    |
| 13-6-2006                                                              | Berlino                                                                | Brasile                                                                | 1 – 0                                                                  | Croazia                                                                | Mondiali 2006 - 1º turno                                               | -                                                                      |                                                                        |
| 18-6-2006                                                              | Norimberga                                                             | Giappone                                                               | 0 – 0                                                                  | Croazia                                                                | Mondiali 2006 - 1º turno                                               | -                                                                      |                                                                        |
| 22-6-2006                                                              | Stoccarda                                                              | Croazia                                                                | 2 – 2                                                                  | Australia                                                              | Mondiali 2006 - 1º turno                                               | -                                                                      |                                                                        |
| Totale                                                                 |                                                                        | Presenze                                                               | 32                                                                     |                                                                        | Reti                                                                   | 9                                                                      |                                                                        |

## Palmarès

### Club

#### Competizioni nazionali
- Campionato francese: 2

Monaco: 1996-1997, 1999-2000
- Supercoppa francese: 1

Monaco: 2000
- Coppa di Lega francese: 1

Monaco: 2002-2003
- Campionato scozzese: 1

Rangers: 2004-2005
- Coppa di Lega scozzese: 1

Rangers: 2004-2005

### Individuale
- Capocannoniere della Coupe de la Ligue: 1

2002-2003 (3 reti)
- Calciatore croato dell'anno: 3

2003, 2004, 2005